# Geba
Geba ook genaamd de Grote Geba is een rivier in West-Afrika. De rivier ontspringt in Guinee, loopt door Zuid-Senegal en bereikt de Atlantische Oceaan in Guinee-Bissau. De totale lengte is ongeveer 550 kilometer.

## Loop
De Geba ontspringt in de hooglanden van Fouta Djalon (Guinee). In Senegal wordt de rivier de Kayanga genoemd.
In Guinee-Bissau stroomt de rivier langs de steden Sonaco, Bafatá en Xime. De zijrivier, de rivier de Colufe, voegt zich bij de Geba in Bafatá. Stroomafwaarts van de stad Xime verbreedt de rivier zich in een breed estuarium genaamd Geba Kanaal ((pt) Canal do Geba). Hier vermengt het zoete rivierwater zich met zout zeewater. Zodoende ontstaat brak water, en er is getijverschil waarneembaar . De Corubal-rivier mondt ook uit in dit estuarium. Bij Bissau, de hoofdstad van Guinee-Bissau heeft het estuarium een totale breedte van ongeveer 15 kilometer. Het estuarium verbreedt zich verder en mondt uit in de Atlantische Oceaan nabij het eiland Bolama.

## Stroomgebied
De rivier de Geba, samen met de rivier de Corubal, loost het water van het Bafatá-plateau. Het loost ook het water van de Gabú-vlakte, samen met de Farim-rivier (ook bekend als de Cacheu-rivier) en hun zijrivieren.

## Belang
De rivier is een belangrijke handelsroute die aansluit op het binnenland. Het is toegankelijk voor schepen van 2.000 ton tot ongeveer 140 kilometer landinwaarts bij Bafatá. Voor schepen met een geringe diepgang zelfs nog verder.
- Virtual International Authority File: 315527036